# Schea Cotton
Pour les articles homonymes, voir Cotton.
Schea Cotton, né le 20 mai 1978, à Inglewood, en Californie, est un ancien joueur américain de basket-ball. Il évolue au poste d'arrière. Son frère James est également basketteur.